# 東北自動車販売
東北自動車販売株式会社（とうほくじどうしゃはんばい）は、宮城県仙台市泉区に本社を置いていた自動車ディーラー。
旧社名は東北三菱自動車販売株式会社（とうほくみつびしじどうしゃはんばい）。三菱自動車のディーラーのひとつであり、宮城県を営業地域としていた。
同じ宮城県で営業している三菱自動車ディーラーの「宮城三菱自動車販売株式会社」とは、別資本・別会社で全く関係が無い。

## 概要
地場独立資本のディーラーであり、三菱車の正規ディーラーのほかにも、輸入車・オートバイ店舗の運営も行っていた。

## 沿革
公式HPより一部抜粋
- 1945年：北海道札幌市にて、始祖会社「堀田自動車整備工場」を設立。
- 1947年：「堀田自動車株式会社」に社名変更。
- 1951年：アメリカの「ウィリスオーバーランド」社と北海道総代理店契約を締結。ジープの販売を開始。
- 1953年：仙台出張所を設立。
- 1954年：新三菱重工株式会社と提携し「北海道中重自動車株式会社」と社名変更[2]。この時、仙台出張所が、同名の「堀田自動車株式会社」として別資本で独立。
- 1959年：東北菱和自動車販売株式会社に社名変更。
- 1966年：「東北三菱自動車販売株式会社」に社名変更。
- 1983年：ポルシェの正規ディーラー権を取得。
- 1992年：メルセデス・ベンツの正規ディーラー権を取得（2007年閉店）。
- 2002年
  - MINIの正規ディーラー権を取得。
  - 泉店敷地内にて「MINI Sendai」（2015年閉店）と「ポルシェセンター仙台」を開店。
- 2005年
  - ランドローバーの正規ディーラー権を取得（2012年閉店）。
  - 日産自動車正規ディーラー「日産仙台北販売株式会社」を設立し、泉パークタウン店を当該店舗に改装する。
- 2016年：子会社として「株式会社CARRO」を設立し、ポルシェディーラー事業を当該会社に移管する。
- 2017年：関連会社として「HMコーポレーション株式会社」を設立し、トライアンフ・モーターサイクルの正規ディーラー権を取得。泉店敷地内の旧MINI Sendaiにて「トライアンフ仙台」を開店。
- 2018年10月：ポルシェディーラー事業をウイルプラスホールディングスに譲渡する。
- 2019年3月：「東北自動車販売株式会社」に社名変更。
- 2023年
  - 11月2日：同日付けで仙台地方裁判所に破産手続開始の申立てを行い、全店の事業を廃止。負債総額はおよそ13億5000万円[3]。日産仙台北販売も同日で事業を廃止。
  - 11月6日：トライアンフ仙台が閉店。「HMコーポレーション株式会社」は存続。